# Saint-Geniès-Bellevue
Saint-Geniès-Bellevue är en kommun i departementet Haute-Garonne i regionen Occitanien i södra Frankrike. Kommunen ligger i kantonen Toulouse 15e Canton som tillhör arrondissementet Toulouse. År 2022 hade Saint-Geniès-Bellevue 2 492 invånare.

## Befolkningsutveckling
Antalet invånare i kommunen Saint-Geniès-Bellevue
Referens:INSEE